# Pierre de Loisy
Pierre de Loisy dit « l'ancien » (vers 1575-vers 1640) est le premier membre d'une famille d'orfèvres et de graveurs français du XVIIe siècle.

## Biographie
Né vers 1575, il décède vers 1640. Il est nommé graveur des monnaies à Besançon et transmet cette charge à son fils Jean de Loisy. Il grave des plans, des armoiries, des ex libris, des portraits. Il est aussi le père de Pierre de Loisy dit « le jeune » (1619-1670).

## Œuvres
- Livre d'emblèmes gravés, Besançon [circa 1615], 86 planches gravées sur cuivre ; Jean-Baptiste Chassignet écrit les sonnets comtois à partir de ce livre d'emblèmes — en ligne sur Mémoire vive - Patrimoine numérisé de Besançon[3].